# In the Land of Hi-Fi (Patti Page)
| Recensione | Giudizio |
| ---------- | -------- |
| AllMusic   |          |

In the Land of Hi-Fi è un album discografico della cantante statunitense Patti Page, pubblicato dall'etichetta discografica EmArcy Records nell'ottobre del 1956.
La ristampa dell'album, su CD, pubblicato in digipack dalla Verve Records nel 1999, conteneva un brano bonus, la versione mono di: I've Got My Eyes on You.

## Tracce
Lato A
1. Nevertheless – 1:38 (Bert Kalmar, Harry Ruby) – Registrato il 7 maggio 1956
2. Out of Nowhere – 2:12 (Edward Heyman, Johnny Green) – Registrato il 7 maggio 1956
3. The Lady Is a Tramp – 2:34 (Lorenz Hart, Richard Rodgers) – Registrato il 7 maggio 1956
4. The Thrill Is Gone – 2:44 (Lew Brown, Ray Henderson) – Registrato l'8 maggio 1956
5. A Foggy Day – 2:37 (Ira Gershwin, George Gershwin) – Registrato l'8 maggio 1956
6. Mountain Greenery – 2:17 (Cole Porter) – Registrato l'8 maggio 1956

Lato B
1. I've Got My Eyes on You – 2:32 (Cole Porter) – Registrato il 7 maggio 1956
2. My Kind of Love – 2:37 (Jo Trent, Louis Alter) – Registrato l'8 maggio 1956
3. I Didn't Know About You – 2:37 (Bob Russell, Duke Ellington) – Registrato il 7 maggio 1956
4. My Sin – 2:37 (Buddy DeSylva, Lew Brown, Ray Henderson) – Registrato il 7 maggio 1956
5. Taking a Chance on Love – 2:18 (John Latouche, Ted Fetter, Vernon Duke) – Registrato l'8 maggio 1956
6. Love for Sale – 2:38 (Cole Porter) – Registrato l'8 maggio 1956

- Durata e autori brani ricavati dalle note su vinile dell'album originale (MG 36074 A / MG 36074 B)
- Il brano Mountain Greenery indicato come autore Cole Porter è solitamente attribuito a Lorenz Hart e Richard Rodgers[4]

## Formazione
- Patti Page – voce
- Pete Rugolo – conduttore orchestra, arrangiamenti
- Chico Alvarez – tromba
- Pete Candoli – tromba
- Buddy Childers – tromba
- Sconosciuto – tromba
- Sconosciuto – tromba
- J.J. Johnson – trombone
- Kai Winding – trombone
- Sconosciuto – trombone
- Sconosciuto – trombone
- Sconosciuto – corno francese
- Sconosciuto – corno francese
- Sconosciuto – tuba
- Bob Cooper – oboe
- Georgie Auld – sassofono tenore
- Bud Shank – sassofono alto
- Sconosciuto – sassofono
- Sconosciuto – sassofono
- Harry Klee – flauto
- Rocky Coluccio – piano
- Al Hendrickson – chitarra
- Sconosciuto – contrabbasso
- Jack Costanzo – batteria, percussioni
- Sconosciuto - batteria
- Sconosciuto – batteria[5]